# Dimităr Berbatov
Dimităr Ivanov Berbatov (in bulgaro Димитър Иванов Бербатов?; Blagoevgrad, 30 gennaio 1981) è un ex calciatore bulgaro, di ruolo attaccante.

## Biografia
Berbatov è nato a Blagoevgrad, in Bulgaria. La sua famiglia è amante dello sport, soprattutto del calcio; il padre Ivan Berbatov ha militato, tra le altre, nella FC Vihren Sandanski, nel Pirin Blagoevgrad e nel CSKA Sofia, mentre la madre Margarita Berbatova è un'ex giocatrice di pallamano. Anche suo fratello minore Asen e suo nonno Dimităr sono ex calciatori.
In età giovanile Dimităr eccelleva anche in salto in lungo e in atletica, ma ha preferito il calcio; è un tifoso del Milan, specialmente grazie alla militanza in rossonero di Marco van Basten, e del Newcastle Utd (racconta infatti di aver dormito con il pigiama dei Magpies).
Ha frequentato la Settimo СОУ "Kuzman Šapkarev" a Blagoevgrad, dove ha conosciuto Ivan Cvetkov, e si è laureato alla 81 СОУ "Victor Hugo" a Sofia. Ha dichiarato di essere interessato al disegno e alla pallacanestro.
Dimităr Berbatov è sposato con Elena Štiljanova e ha due figlie: Dea, nata il 15 ottobre 2009, e Elia, nata il 19 novembre 2012.
Berbatov parla, oltre il bulgaro, l'inglese, il russo, il francese ed il tedesco.

## Caratteristiche
(Berbatov descrive il suo stile di gioco nel 2009.)
Berbatov è conosciuto per la sua intelligenza calcistica, capacità tecnica e compostezza, in particolare per la sua freddezza sotto porta; è stato descritto da The Scotsman come "elegante e freddo". Egli possiede anche un'eccezionale precisione di passaggio e tiro, muovendosi con i giusti tempi per una manovra d'attacco corretta. È considerato un centravanti capace di dare grande profondità all'azione, ricevere passaggi dal centrocampo, tenere la palla e poi usare il suo acume tattico per mandare a rete i compagni di squadra. La sua imponente statura combinata con le abilità sopracitate lo rendono un attaccante completo.
Nel 2001 è stato inserito nella lista dei migliori calciatori nati dopo il 1980 stilata da Don Balón.

## Carriera

### Club

#### Pirin Blagoevgrad
Dimităr Berbatov inizia la propria carriera calcistica nella sua città natale, nelle file del Pirin Blagoevgrad, in cui in mostra per le notevoli abilità realizzative: segna ben 77 gol per la squadra riserve del club in 92 gare giocate. Totalizza poi 9 presenze e 2 gol segnati con la prima squadra, in cui milita dall'inizio del campionato fino a gennaio 1998, quando, all'età di 17 anni, è acquistato da un grande club bulgaro, il CSKA Sofia.

#### CSKA Sofia
Berbatov entra nella rosa dell'ex squadra del padre, il CSKA Sofia, dopo essere stato notato da un osservatore di Dimităr Penev nel 1997. Fa il debutto con la prima squadra del CSKA il 3 marzo 1999, all'età di 18 anni, nella partita vinta 3-2 contro il Levski Sofia. In quella stagione vince la Coppa di Bulgaria in finale contro il Liteks Loveč (1-0). La prima presenza di Berbatov in Europa è datata settembre 1999, in una sconfitta per 2-0 contro il Newcastle Utd, squadra per cui Dimităr tifava da bambino. Segna il primo gol tra i professionisti nella sfida vinta per 2-1 contro il Minjor Pernik. Termina la stagione 1999-2000 con 14 gol in 27 partite di campionato.
Nel giugno 2000 il direttore sportivo del Lecce, Pantaleo Corvino, riesce quasi a portare nel Salento l'attaccante bulgaro. A detta dello stesso Corvino, Berbatov si era già sottoposto alle visite mediche, ma al momento della firma sul contratto l'affare sfumò, probabilmente per una richiesta al rialzo del giocatore.

#### Bayer Leverkusen

##### 2000-2002
Uno score di 9 gol in 11 partite durante la prima metà della stagione 2000-2001 sono sufficienti a convincere il club tedesco del Bayer Leverkusen a pagare 1,3 milioni di euro per assicurarsi le prestazioni dell'attaccante, cui la squadra rossonera fa firmare un contratto quadriennale il 1º gennaio 2001. Aggregato alla squadra riserve del club, militante in Oberliga Nordrhein, Berbatov segna 6 gol in 7 presenze prima di essere promosso in prima squadra. Esordisce in un match di pre-campionato vinto per 4-3, un'amichevole contro il DC United, segnando una tripletta. Il suo debutto in campionato per la squadra avviene il 10 febbraio 2001, con l'ingresso in campo al posto di Ulf Kirsten in una partita vinta per 4-1 contro Colonia. Berbatov si trova ad essere utilizzato come rincalzo dal tecnico Berti Vogts, giocando 6 partite in stagione senza mettere a segno un gol. La squadra si piazza quarta e si qualifica alla UEFA Champions League della stagione successiva.
Durante la stagione successiva Berbatov mette a segno 16 gol tra campionato, coppa nazionale e Champions League. L'esordio stagionale arriva il 18 agosto 2001 contro lo Schalke (pareggio per 3-3), subentrando a Michael Ballack nell'83º minuto di gioco. Il primo gol stagionale lo segna il 22 settembre 2001 contro il Borussia Dortmund (pareggio per 1-1), rispondendo alla rete di Márcio Amoroso. Il 15 dicembre 2001 gioca per la prima volta come titolare, nel match perso 2-1 contro l'Hertha Berlino. Il bulgaro fornisce un contributo importante per la vittoria nel match vinto per 5-0 contro il Borussia Mönchengladbach, con un gol e un assist. Totalmente, in campionato ha realizzato 8 gol in 24 presenze. Il Leverkusen termina il campionato al secondo posto dietro il Borussia Dortmund.
In Champions League Berbatov esordisce nella partita vinta per 2-1 contro il Fenerbahçe e segna il suo primo gol nella massima competizione europea contro il Lione (nella sconfitta per 4-2). Si rivela fondamentale nella fase a eliminazione diretta, segnando un gol nella partita vinta per 4-2 contro gli inglesi del Liverpool ai quarti di finale (andata persa in trasferta per 1-0), permettendo così al club tedesco di accedere alla semifinale. Qui la squadra di Leverkusen supera il turno per contro il Manchester Utd, raggiungendo un'inattesa finale. Nella finale di Glasgow contro il Real Madrid Berbatov entra in campo al posto di Thomas Brdarić dopo 38 minuti di gioco, con il Leverkusen in svantaggio per 2-1, risultato rimasto invariato sino alla fine dell'incontro. Conclude la sua stagione in Champions League con la medaglia d'argento e un bottino di 2 reti in 11 partite.
In Coppa di Germania Berbatov è fondamentale: nella vittoria per 3-2 contro il Bochum mette a segno la sua prima tripletta stagionale, che consente al Leverkusen di avanzare in questa competizione. Decisivo risulta il suo contributo anche per la vittoria per 3-0 contro il Monaco 1860, nella quale l'attaccante mette a segno una doppietta. La squadra giunge in finale di coppa contro lo Schalke 04, ma perde per 4-2. Con i 6 gol in 6 partite nella coppa, Berbatov conclude la stagione con 16 gol in 41 partite.

##### 2002-2003
Nella 2002-2003 si conferma titolare della compagine tedesca, giocando 34 partite tra campionato, coppa, Champions League e Coppa di Lega tedesca.
In campionato gioca 24 partite, nelle quali segna 3 gol e fornisce 6 assist. L'esordio stagionale avviene proprio nella prima giornata di campionato, il 10 agosto 2002 contro l'Energie Cottbus, nel pareggio per 1-1. Si deve aspettare il 7 dicembre 2002 per il primo gol in campionato di Berbatov, nel match vinto 3-0 contro il Monaco 1860. Il giocatore si rivela fondamentale anche per un assist fornito al compagno Oliver Neuville, che al 89º minuto insacca il pallone di testa in rete. La stagione si conclude con il Bayer Leverkusen che si è classificato al quindicesimo posto in Bundesliga, a quattro punti dalla retrocessione.
In Champions League Berbatov gioca 7 partite e mette a segno 2 gol, il primo nel debutto stagionale in questa competizione contro il Manchester Utd del 24 settembre 2002, nella sconfitta per 2-1 a Leverkusen.. Nella prima tornata della doppia fase a gironi il Leverkusen chiude al secondo posto, dietro proprio ai mancuniani. Nella seconda tornata la squadra si classifica ultima con zero punti, dietro al Barcellona, all'Inter e al Newcastle Utd. In questa seconda tornata Berbatov a segno solo un gol, nella partita persa contro il Barcellona per 2-1.
Nella coppa nazionale il Leverkusen arriva in semifinale, dove perde per 3-1 contro il Bayern Monaco. Berbatov fa il suo esordio nella Coppa di Lega nei preliminari contro il Werder Brema, match vinto 1-0, dove al 88º viene sostituito da Anel Džaka.

##### 2003-2005
Nella stagione successiva Berbatov mette a segno 19 gol in 36 partite tra campionato e coppa, diventando così il bomber della squadra di Klaus Augenthaler.
Il suo esordio stagionale arriva il 2 agosto 2003, in occasione della prima giornata di campionato contro il Freiburg (vinta 4-1), subentrando al 72º minuto a Oliver Neuville. Ad inizio stagione non si ritrova mai titolare. Dovette aspettare il 18 ottobre 2003 per partire dai titolari, nel frattempo, alla giornata precedente mette a segno il suo primo gol in campionati, nel match vinto 3-0 contro l'Hansa Rostock. Segna anche nella prima da titolare contro l'Hertha Berlino, match vinto 4-1 all'Olympiastadion. Il 17 dicembre 2003, in occasione della partita contro lo Stoccarda (vinta 3-2), Berbatov mette a segno la sua prima doppietta nel campionato tedesco, ripetuta anche il 27 marzo 2004 contro l'Hertha Berlino, stavolta al BayArena. Il Leverkusen chiude terzo in campionato, qualificandosi per i preliminari di Champions League, grazie alla vittoria contro i già campioni di Germania del Wender Brema (vinta 2-6), con un gol e due assist di Berbatov, e contro lo Stoccarda, momentanei terzi, che, con la sconfitta per 2-0 all'ultima giornata di campionato, scivolano al quarto posto. Complessivamente, ha segnato 16 gol in 24 presenze in campionato in questa stagione.
Invece nella Coppa tedesca ha giocato 3 partite, nelle quali ha messo a segno 3 gol con una doppietta nel match vinto 5-0 contro l'Union Berlin allo Stadion An der Alten Försterei, a Berlino.
Nella stagione successiva Dimităr Berbatov mette a segno 26 gol in 46 partite tra campionato, Coppa di Germania, Coppa di Lega e UEFA Champions League.
L'esordio stagionale arriva il 7 agosto 2004, durante la prima giornata di campionato, nel match vinto per 2-1 contro l'Hannover 96. Nella giornata successiva, contro il Bochum (2-2), mette a segno il suo primo gol stagionale, mentre alla terza giornata successiva sigla una doppietta e un assist nel big match vinto per 4-1 contro il Bayern Monaco. Il Leverkusen termina quinto in campionato e Berbatov, con i suoi 20 gol, si classifica terzo nella classifica dei marcatori. Inoltre all'ultima giornata di campionato, contro il Borussia M'Gladbach (battuto per 5-1), mette a segno la sua prima tripletta con la maglia rossonera.
In UEFA Champions League gioca 10 partite, di cui 2 nei turni preliminari, e mette a segno 5 gol, di cui 2 nei preliminari. Il primo gol risale al 15 settembre 2004, al debutto stagionale in questa competizione, contro il Real Madrid, battuto per 3-0 a Leverkusen. Il Bayer Leverkusen chiude primo nel girone a pari punti con il Real Madrid e si qualifica agli ottavi contro il Liverpool: entrambe le partite vengono perse per 3-1 dai tedeschi, contro i Reds che vinceranno poi il trofeo nella finale contro il Milan.
In queste due stagioni il bulgaro realizza in totale 36 gol nel solo campionato.

##### 2005-2006
Nella stagione successiva Berbatov mette a segno 24 gol in 39 partite tra campionato, coppa, coppa di lega e Coppa UEFA.
Questa è l'ultima stagione del bomber bulgaro a Leverkusen, che si conferma ancora come un pilastro del club tedesco, con i suoi 21 gol in campionato, con 2 doppiette (contro Hertha Berlin e Norimberga) e una tripletta, nel match vinto 5-1 contro il Kaiserslautern, nel quale fa anche due assist.
Complessivamente, con il Bayer Leverkusen ha giocato 200 partite e messo a segno 90 gol.

#### Tottenham

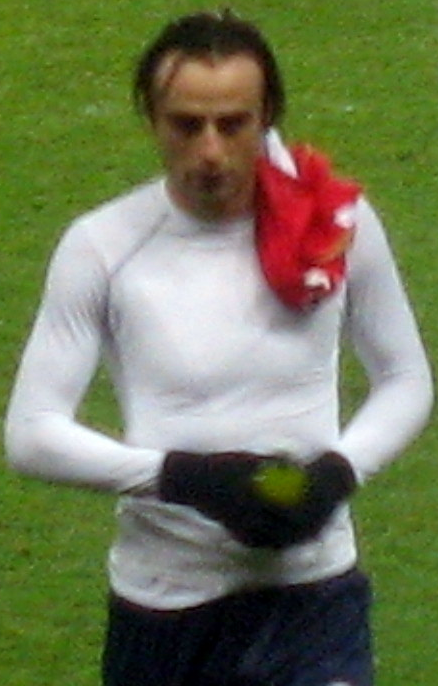
Berbatov al Tottenham nel 2008

Il Tottenham ha raggiunto un accordo con il Bayer Leverkusen per il trasferimento di Berbatov nel maggio 2006; per una cifra di € 16 milioni (£ 10.900.000), che ha fatto di lui il calciatore bulgaro più costoso della storia. La prima partita di Berbatov con il Tottenham è stata una sconfitta per 2-0 con il Bolton Wanderers nella prima partita di campionato in Premier League il 19 agosto 2006, ha segnato il suo primo gol contro lo Sheffield Utd in una vittoria per 2-0.
Berbatov ha segnato sette gol in otto partite europee durante la sua stagione di debutto per il Tottenham, ha aiutato il club a garantirsi il primo posto durante la fase a gironi della Coppa UEFA, facendo il suo debutto europeo nell'ottobre del 2006, segnando pure un gol nel corso di una vittoria per 2-0 contro il Beşiktaş. Ha giocato un totale di otto partite, segnando sette gol, con il Tottenham che è stato eliminato per 3-4 complessivamente dal Siviglia. Tuttavia, ci ha messo un po' ad adattarsi alla Premier League, prendendosi un paio di mesi per ritrovare la forma che aveva mostrato a Leverkusen. Ha giocato una buona partita contro il Wigan Athletic nel novembre 2006, segnando un gol e creandone altri due in una vittoria 3-1 per gli Spurs, e da allora ha cominciato a segnare con regolarità. Ha segnato i suoi primi gol in FA Cup il 18 febbraio 2007, quando entra nel secondo tempo in una vittoria per 4-0 sul Fulham segnando due dei quattro gol. Ha concluso la stagione 2006-07 con 12 gol in 33 presenze in Premier League, e ha vinto sia il premio come Miglior Giocatore del Tottenham Hotspur e un posto nel team di PFA Premier League dell'anno.
La sua prima finale di coppa con il Tottenham è stata giocata il 24 febbraio 2008 nella Football League Cup, con gli Spurs di fronte al Chelsea al Wembley Stadium, Berbatov ha inciso sulla partita segnando il pareggio su calcio di rigore. Ha concluso la stagione con 15 gol in campionato. Prima della stagione successiva, 2008-09, il Manchester Utd di sir Alex Ferguson è stato citato dai giornali sostenendo che Berbatov avrebbe firmato da lì a breve con i Red Devils; il Tottenham allora ha presentato una denuncia alla Premier League, affermando che il club mancuniano aveva infranto le regole della Lega, dicendo che le insistenti offerte avevano turbato il giocatore causandone la decisione di andarsene. Per le partite contro Sunderland e Chelsea nel mese di agosto, primo mese della stagione, non ha giocato.

#### Manchester Utd

##### 2008-2010

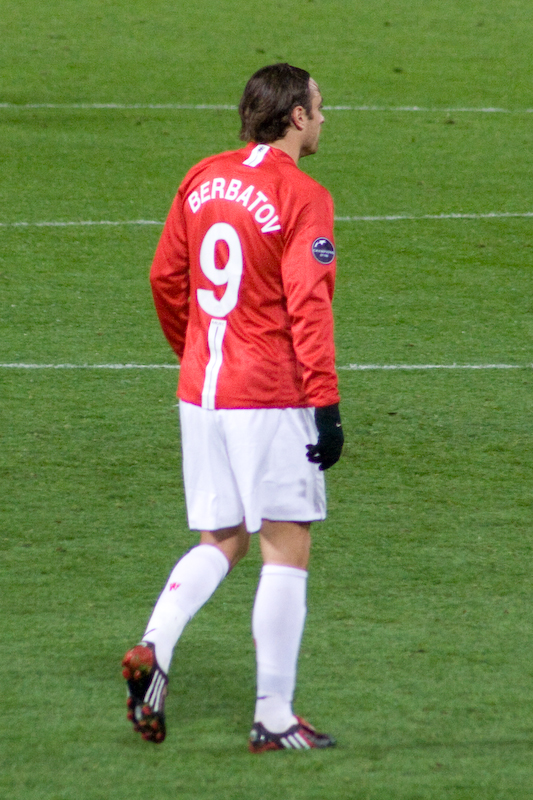
Berbatov al Manchester Utd nel 2008

Il 1º settembre 2008, sul finire della sessione estiva del calciomercato, dopo la brusca intromissione del Manchester City nella trattativa, Berbatov si trasferisce al Manchester Utd per 38 milioni di euro più il prestito del giovane attaccante Fraizer Campbell.
Ha debuttato con la maglia dei Red Devils il 13 settembre 2008 contro il Liverpool (persa 2-1), dove si rende protagonista con un assist a Carlos Tévez. Il suo primo gol con i reds lo mette a segno il 30 settembre 2008, in occasione della partita di fase a gironi di Champions League vinta 3-0 contro l'Aalborg; in quella partita ha messo a segno una doppietta. Il suo primo gol in campionato avviene il 18 ottobre contro il West Brom, terminato 4-0 in favore dei Red Devils. A fine stagione i Red Devils conquistano il campionato inglese, il primo in carriera per Berbatov.
Nella stagione successiva ha messo a segno 12 reti in 43 partite tra campionato, FA Cup, League Cup e Champions League. L'esordio stagionale è avvenuto il 16 agosto 2009 contro il Birmingham City (vinta 1-0), dove viene subentrato al 74º minuto da Michael Owen. Ha messo a segno il suo primo gol stagionale il 22 agosto 2009 contro il Wigan (5-0), fornendo anche un assist. Ha realizzato la sua prima e unica doppietta stagionale il 27 marzo 2010 contro il Bolton, partita vinta al Macron Stadium 4-0.
In Champions League ha fatto il suo debutto stagionale il 15 settembre 2009 contro il Beşiktaş (vinta 1-0), subentrando al 63º minuto a Michael Carrick. Ha debuttato in questa competizione da titolare il 21 ottobre 2009 contro il CSKA Mosca (vinta 1-0), con un assist ad Antonio Valencia. Il club esce ai quarti di finale contro il Bayern Monaco per differenza reti casa e trasferta. In coppa nazionale i mancuniani si fanno estromettere contro il Leeds Utd, che vince 1-0 in trasferta. In questa stagione Berbatov conquista solo la League Cup, vinta in finale 2-1 contro l'Aston Villa, partita nella quale Berbatov ha fatto un assist.

##### 2010-2012
Nella stagione successiva ha messo a segno 22 gol in 42 partite tra campionato, coppa, supercoppa e Champions League, diventando così il capocannoniere stagionale della squadra gestita da Alex Ferguson.
Ha fatto il suo debutto stagionale il 16 agosto 2010 contro il Newcastle Utd (vinta 3-0), dove ha messo a segno un gol. Il 19 settembre 2010 segna una tripletta nel Derby d'Inghilterra contro il Liverpool all'Old Trafford, diventando così il primo giocatore dei Red Devils a riuscire in quest'impresa dal 1946. Il 27 novembre 2010 sigla cinque gol nella gara contro il Blackburn Rovers vinta 7-1.
Il 26 dicembre 2011 segna una tripletta nella vittoria per 5-0 contro il Wigan. A fine stagione i Red Devils si classificano primi e campioni del campionato inglese. Per Berbatov è il suo secondo scudetto inglese vinto.
In Champions League ha giocato 7 partite senza concludere in gol. la squadra mancuniana ha concluso primo nella fase a gironi, di tre punti sopra il Valencia. Il suo club raggiunge la finale di questa competizione contro il Barcellona (persa 3-1), dove l'attaccante bulgaro non viene convocato. Nelle coppe nazionali, nella FA Cup hanno raggiunto la semifinale persa 1-0 contro i cugini del Manchester City e hanno vinto la supercoppa contro il Chelsea, dove Berbatov, con un gol di pallonetto in pieno recupero, ha chiuso definitivamente la contesa.
A fine stagione vince il premio come capocannoniere della Premier League, segnando 21 reti.
Nell'ultima stagione in maglia dei Red Devils ha messo a segno 9 reti in 21 partite tra campionato, coppe nazionali, supercoppa e coppe europee. In questa stagione è rimasto soprattutto in panchina. Il suo primo gol stagionale è avvenuto negli ottavi di finale della coppa di lega contro l'Aldershot Town, partita vinta 3-0 all'EBB Stadium.
Complessivamente ha segnato 266 reti in 606 partite in maglia mancuniana, riportando 2 campionati, 2 coppe di lega e 2 supercoppe.

#### Fulham

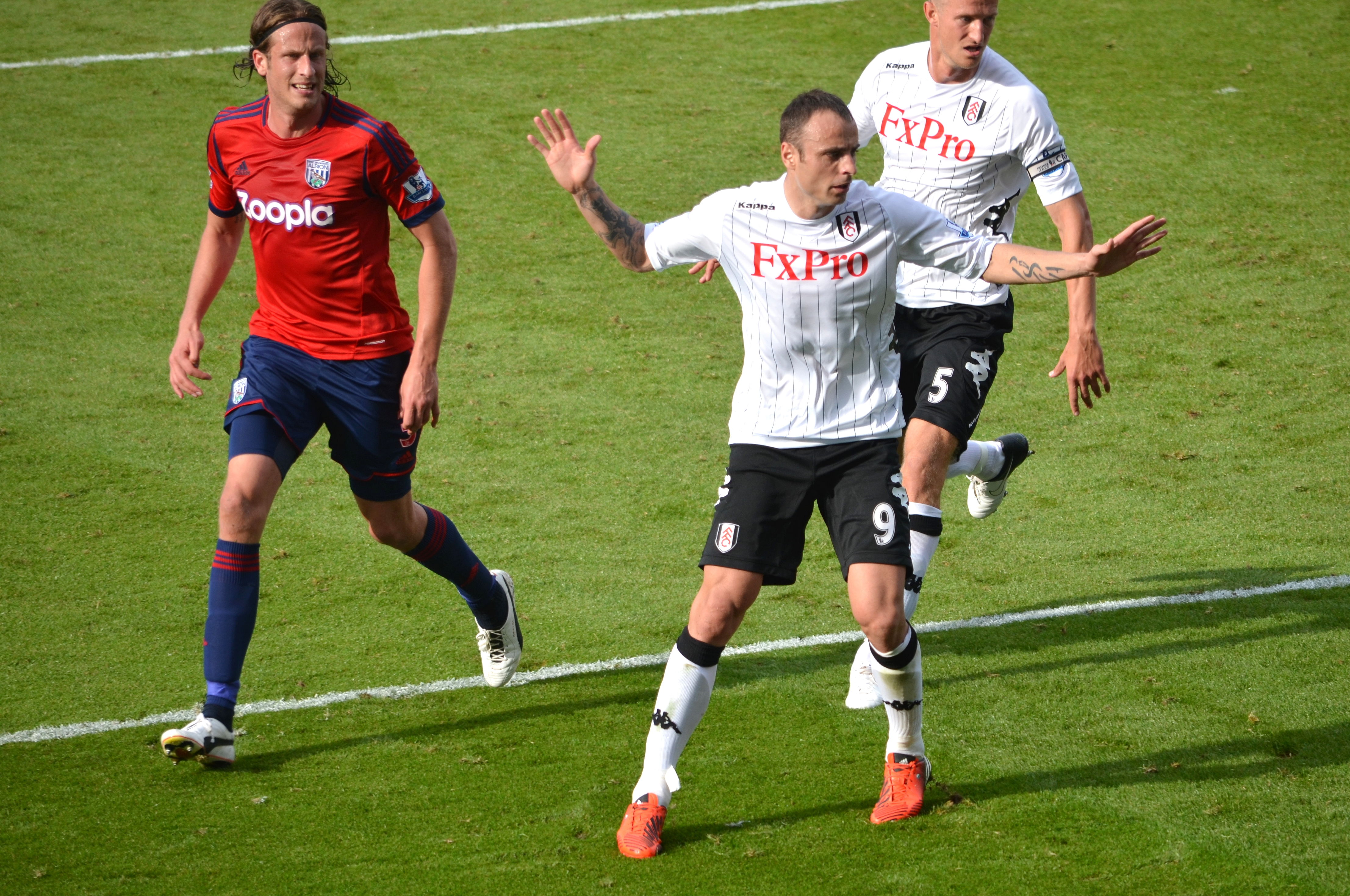
Berbatov (in primo piano) al Fulham nel 2012

Il 31 agosto 2012, ultimo giorno di calciomercato, passa al Fulham al culmine di un'intricata vicenda di mercato: due giorni prima, infatti, la Fiorentina aveva comunicato di aver trovato un accordo con il Manchester Utd per il trasferimento in maglia viola oltreché un'intesa verbale con l'attaccante, ma a causa dell'inserimento nella trattativa di altre società, ovvero la Juventus e il Fulham stesso, l'operazione salta. Esordisce con la nuova maglia il 1º settembre in occasione della terza giornata di Premier League, che vede i Cottagers perdere per 0-3 il derby contro il West Ham Utd. Il 14 settembre realizza la sua prima doppietta con la nuova maglia ai danni del West Bromwich Albion (3-0). Si ripete anche contro l'Arsenal, in un match finito 3-3.
Il 26 dicembre 2012, in esultanza al gol segnato al Southampton, Berbatov si tolse la maglia per far leggere la frase keep calm and pass me the ball ("stai calmo e passami la palla"), scritta sulla canottiera sotto la maglia. Questo gesto era stato considerato offensivo sia dall'arbitro, che lo ha ammonito, sia dal suo allenatore Martin Jol. Il 1º gennaio 2013 ha messo a segno il primo gol della Premier League del nuovo anno.

#### Monaco

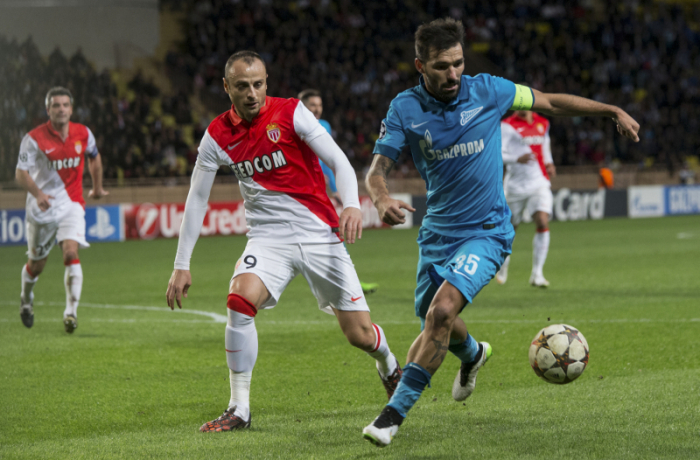
Berbatov (a sinistra) al Monaco nel 2014

Il 1º febbraio 2014 si trasferisce in prestito con diritto di riscatto al Monaco, per sostituire l'infortunato Radamel Falcao.
Inizia il nuovo anno in maglia rossobianca con il pareggio per 1-1 contro i campioni in carica del PSG, subentrando al 64º minuto a Valère Germain. Il 12 febbraio 2014 segna il primo gol stagionale con il Monaco negli ottavi della coppa di Francia nella vittoria in misura sul Nizza Segna il suo primo gol in campionato l'8 marzo 2014, nella vittoria per 2-1 contro il Sochaux. Il 26 aprile 2014 mette a segno la sua prima e unica doppietta stagionale, nella partita vinta 4-1 in Corsica contro l'Ajaccio. A fine stagione viene riscattato dal Monaco, prolungando il suo contratto di un ulteriore anno.
Inizia la sua seconda stagione nel principato con l'arrivo del tecnico portoghese Leonardo Jardim, che lo conferma tra i titolari. La sua prima partita dell'era Jardim avviene in campionato contro il Lorient, persa 1-2 allo Stade Louis II. Il suo primo gol stagionale avviene nella giornata successiva, contro il Bordeaux, persa 4-1 allo Stadio Chaban-Delmas. Segna anche contro il Lilla, partita pareggiata 1-1, rimediando al vantaggio iniziale di Roux. Il 16 settembre 2014 debutta in Champions League, nella vittoria per 1-0 contro il Bayer Leverkusen allo Stade Louis II. In questa partita fa un assist di testa a João Moutinho.. Il 5 dicembre 2014 segna la sua prima doppietta stagionale, nella vittoria per 2-0 contro il Tolosa allo Stadium Municipal. Nell'anno successivo mette a segno la sua prima rete nella coppa della lega contro il Guingamp, partita vinta 2-0. Il 1º giugno 2015 il suo contratto con il club monegasco scade.

#### PAOK e Kerala Blasters
Il 2 settembre 2015 Berbatov firma un contratto di un anno con il club greco del PAOK, dopo che il presidente del club Ivan Savvidis cercava di ingaggiare l'attaccante da tre anni. Il 10 giugno 2016, alla scadenza del contratto, il calciatore lascia il club ellenico.
Al termine della stagione si accorda con il Kerala Blasters, club della Super League indiana; ad aprile, resta senza contratto.

### Nazionale
Berbatov debutta con la nazionale maggiore bulgara all'età di 18 anni, subentrando a Aleksandăr Aleksandrov nella sconfitta per 1-0 in un incontro amichevole contro la Grecia. Segna il primo gol in nazionale il 12 febbraio 2000 nell'amichevole contro il Cile e partecipa con la Bulgaria al campionato d'Europa 2004. Si tratta dell'unico torneo importante che ha giocato per il proprio paese. Segna una tripletta nella vittoria casalinga per 6-2 nell'incontro di qualificazione al campionato del mondo 2010 contro la Georgia nell'ottobre del 2009 e ciò gli consente di portare il proprio bilancio di gol in nazionale a 46 reti. Il mese successivo diventa il miglior cannoniere della Bulgaria, superando Hristo Bonev dopo aver segnato due gol contro Malta in un'amichevole vinta per 4-1. Berbatov è capitano della squadra dal 2006 fino a maggio 2010, quando annuncia il proprio ritiro dal calcio internazionale.

Con la Bulgaria conta 77 presenze e 48 reti.

## Statistiche

### Presenze e reti nei club
| Stagione                | Squadra                 | Campionato              | Campionato | Campionato | Coppe nazionali | Coppe nazionali | Coppe nazionali | Coppe continentali | Coppe continentali | Coppe continentali | Altre coppe | Altre coppe | Altre coppe | Totale | Totale |
| Stagione                | Squadra                 | Comp                    | Pres       | Reti       | Comp            | Pres            | Reti            | Comp               | Pres               | Reti               | Comp        | Pres        | Reti        | Pres   | Reti   |
| ----------------------- | ----------------------- | ----------------------- | ---------- | ---------- | --------------- | --------------- | --------------- | ------------------ | ------------------ | ------------------ | ----------- | ----------- | ----------- | ------ | ------ |
| 1997-1998               | Pirin Blagoevgrad       | A-PFG                   | 9          | 2          | CB              | 0               | 0               | -                  | -                  | -                  | -           | -           | -           | 9      | 2      |
| 1998-1999               | CSKA Sofia              | A-PFG                   | 11         | 3          | CB              | 5               | 3               | -                  | -                  | -                  | -           | -           | -           | 16     | 6      |
| 1999-2000               | CSKA Sofia              | A-PFG                   | 27         | 14         | CB              | 4               | 2               | CU                 | 2                  | 0                  | -           | -           | -           | 33     | 16     |
| 2000-gen. 2001          | CSKA Sofia              | A-PFG                   | 11         | 9          | CB              | 0               | 0               | CU                 | 4                  | 7                  | -           | -           | -           | 15     | 16     |
| Totale CSKA Sofia       | Totale CSKA Sofia       | Totale CSKA Sofia       | 49         | 26         |                 | 9               | 5               |                    | 6                  | 7                  |             |             |             | 64     | 38     |
| gen.-giu. 2001          | Bayer Leverkusen        | BL                      | 6          | 0          | CG              | 0               | 0               | -                  | -                  | -                  | -           | -           | -           | 6      | 0      |
| 2001-2002               | Bayer Leverkusen        | BL                      | 24         | 8          | CG              | 6               | 6               | UCL                | 11                 | 2                  | -           | -           | -           | 41     | 16     |
| 2002-2003               | Bayer Leverkusen        | BL                      | 24         | 4          | CG              | 2               | 0               | UCL                | 7                  | 2                  | -           | -           | -           | 34     | 6      |
| 2003-2004               | Bayer Leverkusen        | BL                      | 33         | 16         | CG              | 3               | 3               | -                  | -                  | -                  | -           | -           | -           | 36     | 19     |
| 2004-2005               | Bayer Leverkusen        | BL                      | 33         | 20         | CG              | 1               | 1               | UCL                | 10                 | 5                  | -           | -           | -           | 46     | 26     |
| 2005-2006               | Bayer Leverkusen        | BL                      | 34         | 21         | CG              | 2               | 3               | CU                 | 2                  | 0                  | -           | -           | -           | 38     | 24     |
| Totale Bayer Leverkusen | Totale Bayer Leverkusen | Totale Bayer Leverkusen | 154        | 69         |                 | 17              | 13              |                    | 30                 | 9                  |             |             |             | 201    | 91     |
| 2006-2007               | Tottenham               | PL                      | 33         | 12         | FACup+CdL       | 5+3             | 3+1             | CU                 | 8                  | 7                  | -           | -           | -           | 49     | 23     |
| 2007-2008               | Tottenham               | PL                      | 37         | 15         | FACup+CdL       | 2+6             | 2+1             | CU                 | 8                  | 5                  | -           | -           | -           | 53     | 23     |
| Totale Tottenham        | Totale Tottenham        | Totale Tottenham        | 70         | 27         |                 | 16              | 7               |                    | 16                 | 12                 |             |             |             | 102    | 46     |
| 2008-2009               | Manchester Utd          | PL                      | 31         | 9          | FACup+CdL       | 3+0             | 1               | UCL                | 9                  | 4                  | CmC         | 1           | 0           | 44     | 14     |
| 2009-2010               | Manchester Utd          | PL                      | 33         | 12         | FACup+CdL       | 1+2             | 0               | UCL                | 6                  | 0                  | CS          | 1           | 0           | 43     | 12     |
| 2010-2011               | Manchester Utd          | PL                      | 32         | 20         | FACup+CdL       | 2+0             | 0               | UCL                | 7                  | 0                  | CS          | 1           | 1           | 42     | 21     |
| 2011-2012               | Manchester Utd          | PL                      | 12         | 7          | FACup+CdL       | 1+3             | 0+1             | UCL                | 4                  | 1                  | CS          | 1           | 0           | 21     | 9      |
| Totale Manchester Utd   | Totale Manchester Utd   | Totale Manchester Utd   | 108        | 48         |                 | 12              | 2               |                    | 25                 | 5                  |             | 4           | 1           | 149    | 56     |
| 2012-2013               | Fulham                  | PL                      | 33         | 15         | FACup+CdL       | 2+0             | 0               | -                  | -                  | -                  | -           | -           | -           | 35     | 15     |
| 2013-gen. 2014          | Fulham                  | PL                      | 18         | 4          | FACup+CdL       | 0+1             | 1               | -                  | -                  | -                  | -           | -           | -           | 19     | 5      |
| Totale Fulham           | Totale Fulham           | Totale Fulham           | 51         | 19         |                 | 3               | 1               |                    | -                  | -                  |             | -           | -           | 54     | 20     |
| gen.-giu. 2014          | Monaco                  | L1                      | 12         | 6          | CF+CdL          | 3+0             | 3               | -                  | -                  | -                  | -           | -           | -           | 15     | 9      |
| 2014-2015               | Monaco                  | L1                      | 26         | 7          | CF+CdL          | 1+2             | 0+1             | UCL                | 9                  | 1                  | -           | -           | -           | 38     | 9      |
| Totale Monaco           | Totale Monaco           | Totale Monaco           | 38         | 13         |                 | 6               | 4               |                    | 9                  | 1                  |             | -           | -           | 53     | 18     |
| 2015-2016               | PAOK                    | SL                      | 17         | 4          | CG              | 3               | 1               | UEL                | 5                  | 0                  | -           | -           | -           | 25     | 5      |
| 2016-2017               | Kerala Blasters         | ISL                     | 9          | 1          | CI              | -               | -               | -                  | -                  | -                  | -           | -           | -           | 9      | 1      |
| Totale carriera         | Totale carriera         | Totale carriera         | 506        | 209        |                 | 65              | 33              |                    | 93                 | 34                 |             | 4           | 1           | 668    | 277    |

### Presenze e reti in nazionale
| Cronologia completa delle presenze e delle reti in nazionale ― Bulgaria | Cronologia completa delle presenze e delle reti in nazionale ― Bulgaria | Cronologia completa delle presenze e delle reti in nazionale ― Bulgaria | Cronologia completa delle presenze e delle reti in nazionale ― Bulgaria | Cronologia completa delle presenze e delle reti in nazionale ― Bulgaria | Cronologia completa delle presenze e delle reti in nazionale ― Bulgaria | Cronologia completa delle presenze e delle reti in nazionale ― Bulgaria | Cronologia completa delle presenze e delle reti in nazionale ― Bulgaria |
| Data                                                                    | Città                                                                   | In casa                                                                 | Risultato                                                               | Ospiti                                                                  | Competizione                                                            | Reti                                                                    | Note                                                                    |
| ----------------------------------------------------------------------- | ----------------------------------------------------------------------- | ----------------------------------------------------------------------- | ----------------------------------------------------------------------- | ----------------------------------------------------------------------- | ----------------------------------------------------------------------- | ----------------------------------------------------------------------- | ----------------------------------------------------------------------- |
| 17-11-1999                                                              | Atene                                                                   | Grecia                                                                  | 1 – 0                                                                   | Bulgaria                                                                | Amichevole                                                              | -                                                                       | 65’                                                                     |
| 12-2-2000                                                               | Valparaíso                                                              | Cile                                                                    | 3 – 2                                                                   | Bulgaria                                                                | Amichevole                                                              | 1                                                                       | 59’                                                                     |
| 15-2-2000                                                               | Valparaíso                                                              | Australia                                                               | 1 – 1                                                                   | Bulgaria                                                                | Amichevole                                                              | -                                                                       | 46’                                                                     |
| 11-10-2000                                                              | Copenaghen                                                              | Danimarca                                                               | 1 – 1                                                                   | Bulgaria                                                                | Qual. Mondiali 2002                                                     | 1                                                                       | 63’                                                                     |
| 28-2-2001                                                               | Amman                                                                   | Giordania                                                               | 0 – 2                                                                   | Bulgaria                                                                | Amichevole                                                              | -                                                                       | 46’                                                                     |
| 24-3-2001                                                               | Sofia                                                                   | Bulgaria                                                                | 2 – 1                                                                   | Islanda                                                                 | Qual. Mondiali 2002                                                     | 1                                                                       | 63’                                                                     |
| 28-3-2001                                                               | Sofia                                                                   | Bulgaria                                                                | 4 – 3                                                                   | Irlanda del Nord                                                        | Qual. Mondiali 2002                                                     | -                                                                       | 32’ 82’                                                                 |
| 25-4-2001                                                               | Oslo                                                                    | Norvegia                                                                | 2 – 1                                                                   | Bulgaria                                                                | Amichevole                                                              | -                                                                       | 61’                                                                     |
| 6-6-2001                                                                | Reykjavík                                                               | Islanda                                                                 | 1 – 1                                                                   | Bulgaria                                                                | Qual. Mondiali 2002                                                     | 1                                                                       |                                                                         |
| 1-9-2001                                                                | Ta' Qali                                                                | Malta                                                                   | 0 – 2                                                                   | Bulgaria                                                                | Qual. Mondiali 2002                                                     | 2                                                                       |                                                                         |
| 5-9-2001                                                                | Sofia                                                                   | Bulgaria                                                                | 0 – 2                                                                   | Danimarca                                                               | Qual. Mondiali 2002                                                     | -                                                                       |                                                                         |
| 6-10-2001                                                               | Praga                                                                   | Rep. Ceca                                                               | 6 – 0                                                                   | Bulgaria                                                                | Qual. Mondiali 2002                                                     | -                                                                       | 20’                                                                     |
| 13-2-2002                                                               | Fiume                                                                   | Croazia                                                                 | 0 – 0                                                                   | Bulgaria                                                                | Amichevole                                                              | -                                                                       | 46’                                                                     |
| 27-3-2002                                                               | East Rutherford                                                         | Ecuador                                                                 | 3 – 0                                                                   | Bulgaria                                                                | Amichevole                                                              | -                                                                       |                                                                         |
| 21-8-2002                                                               | Sofia                                                                   | Bulgaria                                                                | 2 – 2                                                                   | Germania                                                                | Amichevole                                                              | 1                                                                       | 61’                                                                     |
| 12-10-2002                                                              | Sofia                                                                   | Bulgaria                                                                | 0 – 2                                                                   | Croazia                                                                 | Qual. Euro 2004                                                         | 1                                                                       | 37’ 38’                                                                 |
| 20-11-2002                                                              | Granada                                                                 | Spagna                                                                  | 1 – 0                                                                   | Bulgaria                                                                | Amichevole                                                              | -                                                                       |                                                                         |
| 27-3-2003                                                               | Kruševac                                                                | Serbia e Montenegro                                                     | 1 – 2                                                                   | Bulgaria                                                                | Amichevole                                                              | -                                                                       | 68’                                                                     |
| 2-4-2003                                                                | Tallinn                                                                 | Estonia                                                                 | 0 – 0                                                                   | Bulgaria                                                                | Qual. Euro 2004                                                         | -                                                                       |                                                                         |
| 30-4-2003                                                               | Sofia                                                                   | Bulgaria                                                                | 2 – 0                                                                   | Albania                                                                 | Amichevole                                                              | 2                                                                       | 55’                                                                     |
| 7-6-2003                                                                | Sofia                                                                   | Bulgaria                                                                | 2 – 2                                                                   | Belgio                                                                  | Qual. Euro 2004                                                         | 1                                                                       | 53’                                                                     |
| 20-8-2003                                                               | Sofia                                                                   | Bulgaria                                                                | 3 – 0                                                                   | Lituania                                                                | Amichevole                                                              | 1                                                                       |                                                                         |
| 6-9-2003                                                                | Sofia                                                                   | Bulgaria                                                                | 2 – 0                                                                   | Estonia                                                                 | Qual. Euro 2004                                                         | 1                                                                       |                                                                         |
| 10-9-2003                                                               | Andorra La Vella                                                        | Andorra                                                                 | 0 – 3                                                                   | Bulgaria                                                                | Qual. Euro 2004                                                         | 2                                                                       |                                                                         |
| 11-10-2003                                                              | Zagabria                                                                | Croazia                                                                 | 1 – 0                                                                   | Bulgaria                                                                | Qual. Euro 2004                                                         | -                                                                       |                                                                         |
| 18-2-2004                                                               | Atene                                                                   | Grecia                                                                  | 2 – 0                                                                   | Bulgaria                                                                | Amichevole                                                              | -                                                                       | 77’                                                                     |
| 31-3-2004                                                               | Sofia                                                                   | Bulgaria                                                                | 2 – 2                                                                   | Russia                                                                  | Amichevole                                                              | 2                                                                       |                                                                         |
| 28-4-2004                                                               | Sofia                                                                   | Bulgaria                                                                | 3 – 0                                                                   | Camerun                                                                 | Amichevole                                                              | 2                                                                       |                                                                         |
| 2-6-2004                                                                | Praga                                                                   | Rep. Ceca                                                               | 3 – 1                                                                   | Bulgaria                                                                | Amichevole                                                              | -                                                                       | 75’                                                                     |
| 14-6-2004                                                               | Lisbona                                                                 | Svezia                                                                  | 5 – 0                                                                   | Bulgaria                                                                | Euro 2004 - 1º turno                                                    | -                                                                       | 76’                                                                     |
| 18-6-2004                                                               | Braga                                                                   | Bulgaria                                                                | 0 – 2                                                                   | Danimarca                                                               | Euro 2004 - 1º turno                                                    | -                                                                       |                                                                         |
| 22-6-2004                                                               | Guimarães                                                               | Italia                                                                  | 2 – 1                                                                   | Bulgaria                                                                | Euro 2004 - 1º turno                                                    | -                                                                       |                                                                         |
| 18-8-2004                                                               | Dublino                                                                 | Irlanda                                                                 | 1 – 1                                                                   | Bulgaria                                                                | Amichevole                                                              | -                                                                       | 46’                                                                     |
| 4-9-2004                                                                | Reykjavík                                                               | Islanda                                                                 | 1 – 3                                                                   | Bulgaria                                                                | Qual. Mondiali 2006                                                     | 2                                                                       |                                                                         |
| 9-10-2004                                                               | Zagabria                                                                | Croazia                                                                 | 2 – 2                                                                   | Bulgaria                                                                | Qual. Mondiali 2006                                                     | 1                                                                       |                                                                         |
| 13-10-2004                                                              | Sofia                                                                   | Bulgaria                                                                | 4 – 1                                                                   | Malta                                                                   | Qual. Mondiali 2006                                                     | 2                                                                       |                                                                         |
| 17-11-2004                                                              | Baku                                                                    | Azerbaigian                                                             | 0 – 0                                                                   | Bulgaria                                                                | Amichevole                                                              | -                                                                       | cap. 58’                                                                |
| 9-2-2005                                                                | Sofia                                                                   | Bulgaria                                                                | 0 – 0                                                                   | Serbia e Montenegro                                                     | Amichevole                                                              | -                                                                       |                                                                         |
| 26-3-2005                                                               | Sofia                                                                   | Bulgaria                                                                | 0 – 3                                                                   | Svezia                                                                  | Qual. Mondiali 2006                                                     | -                                                                       | cap.                                                                    |
| 30-3-2005                                                               | Budapest                                                                | Ungheria                                                                | 1 – 1                                                                   | Bulgaria                                                                | Qual. Mondiali 2006                                                     | -                                                                       | 40’                                                                     |
| 4-6-2005                                                                | Sofia                                                                   | Bulgaria                                                                | 1 – 3                                                                   | Croazia                                                                 | Qual. Mondiali 2006                                                     | -                                                                       | 41’                                                                     |
| 17-8-2005                                                               | Sofia                                                                   | Bulgaria                                                                | 3 – 1                                                                   | Turchia                                                                 | Amichevole                                                              | 2                                                                       | cap. 54’                                                                |
| 7-9-2005                                                                | Sofia                                                                   | Bulgaria                                                                | 3 – 2                                                                   | Islanda                                                                 | Qual. Mondiali 2006                                                     | 1                                                                       |                                                                         |
| 8-10-2005                                                               | Sofia                                                                   | Bulgaria                                                                | 2 – 0                                                                   | Ungheria                                                                | Qual. Mondiali 2006                                                     | 1                                                                       |                                                                         |
| 12-10-2005                                                              | Ta' Qali                                                                | Malta                                                                   | 1 – 1                                                                   | Bulgaria                                                                | Qual. Mondiali 2006                                                     | -                                                                       | cap.                                                                    |
| 12-11-2005                                                              | Sofia                                                                   | Bulgaria                                                                | 6 – 2                                                                   | Georgia                                                                 | Amichevole                                                              | 2                                                                       | 66’                                                                     |
| 16-11-2005                                                              | Dublino                                                                 | Messico                                                                 | 0 – 3                                                                   | Bulgaria                                                                | Amichevole                                                              | 1                                                                       | 86’                                                                     |
| 1-3-2006                                                                | Skopje                                                                  | Macedonia                                                               | 0 – 1                                                                   | Bulgaria                                                                | Amichevole                                                              | -                                                                       | 85’                                                                     |
| 15-8-2006                                                               | Swansea                                                                 | Galles                                                                  | 0 – 0                                                                   | Bulgaria                                                                | Amichevole                                                              | -                                                                       |                                                                         |
| 2-9-2006                                                                | Costanza                                                                | Romania                                                                 | 2 – 2                                                                   | Bulgaria                                                                | Qual. Euro 2008                                                         | -                                                                       |                                                                         |
| 7-10-2006                                                               | Sofia                                                                   | Bulgaria                                                                | 1 – 1                                                                   | Paesi Bassi                                                             | Qual. Euro 2008                                                         | -                                                                       |                                                                         |
| 11-10-2006                                                              | Lussemburgo                                                             | Lussemburgo                                                             | 0 – 1                                                                   | Bulgaria                                                                | Qual. Euro 2008                                                         | -                                                                       |                                                                         |
| 15-11-2006                                                              | Žilina                                                                  | Slovacchia                                                              | 3 – 1                                                                   | Bulgaria                                                                | Amichevole                                                              | -                                                                       | cap.                                                                    |
| 7-2-2007                                                                | Nicosia                                                                 | Cipro                                                                   | 0 – 3                                                                   | Bulgaria                                                                | Amichevole                                                              | 2                                                                       |                                                                         |
| 28-3-2007                                                               | Sofia                                                                   | Bulgaria                                                                | 0 – 0                                                                   | Albania                                                                 | Qual. Euro 2008                                                         | -                                                                       | cap.                                                                    |
| 2-6-2007                                                                | Minsk                                                                   | Bielorussia                                                             | 0 – 2                                                                   | Bulgaria                                                                | Qual. Euro 2008                                                         | 2                                                                       | cap.                                                                    |
| 6-6-2007                                                                | Sofia                                                                   | Bulgaria                                                                | 2 – 1                                                                   | Bielorussia                                                             | Qual. Euro 2008                                                         | -                                                                       | cap.                                                                    |
| 8-9-2007                                                                | Amsterdam                                                               | Paesi Bassi                                                             | 2 – 0                                                                   | Bulgaria                                                                | Qual. Euro 2008                                                         | -                                                                       | cap.                                                                    |
| 12-9-2007                                                               | Sofia                                                                   | Bulgaria                                                                | 3 – 0                                                                   | Lussemburgo                                                             | Qual. Euro 2008                                                         | 2                                                                       | cap.                                                                    |
| 17-10-2007                                                              | Tirana                                                                  | Albania                                                                 | 1 – 1                                                                   | Bulgaria                                                                | Qual. Euro 2008                                                         | 1                                                                       | cap.                                                                    |
| 17-11-2007                                                              | Sofia                                                                   | Bulgaria                                                                | 1 – 0                                                                   | Romania                                                                 | Qual. Euro 2008                                                         | -                                                                       | cap.                                                                    |
| 21-11-2007                                                              | Celje                                                                   | Slovenia                                                                | 0 – 2                                                                   | Bulgaria                                                                | Qual. Euro 2008                                                         | 1                                                                       | cap.                                                                    |
| 6-2-2008                                                                | Belfast                                                                 | Irlanda del Nord                                                        | 0 – 1                                                                   | Bulgaria                                                                | Amichevole                                                              | -                                                                       | cap. 82’                                                                |
| 26-3-2008                                                               | Sofia                                                                   | Bulgaria                                                                | 2 – 1                                                                   | Finlandia                                                               | Amichevole                                                              | -                                                                       | cap. 83’                                                                |
| 20-8-2008                                                               | Zenica                                                                  | Bosnia ed Erzegovina                                                    | 1 – 2                                                                   | Bulgaria                                                                | Amichevole                                                              | 2                                                                       | cap.                                                                    |
| 6-9-2008                                                                | Podgorica                                                               | Montenegro                                                              | 2 – 2                                                                   | Bulgaria                                                                | Qual. Mondiali 2010                                                     | -                                                                       | cap.                                                                    |
| 11-10-2008                                                              | Sofia                                                                   | Bulgaria                                                                | 0 – 0                                                                   | Italia                                                                  | Qual. Mondiali 2010                                                     | -                                                                       | cap.                                                                    |
| 15-10-2008                                                              | Tbilisi                                                                 | Georgia                                                                 | 0 – 0                                                                   | Bulgaria                                                                | Qual. Mondiali 2010                                                     | -                                                                       | cap.                                                                    |
| 19-11-2008                                                              | Belgrado                                                                | Serbia                                                                  | 6 – 1                                                                   | Bulgaria                                                                | Amichevole                                                              | -                                                                       | cap. 29’                                                                |
| 11-2-2009                                                               | Ginevra                                                                 | Svizzera                                                                | 1 – 1                                                                   | Bulgaria                                                                | Amichevole                                                              | -                                                                       | cap.                                                                    |
| 6-6-2009                                                                | Sofia                                                                   | Bulgaria                                                                | 1 – 1                                                                   | Irlanda                                                                 | Qual. Mondiali 2010                                                     | -                                                                       | cap.                                                                    |
| 12-8-2009                                                               | Sofia                                                                   | Bulgaria                                                                | 1 – 0                                                                   | Lettonia                                                                | Amichevole                                                              | -                                                                       | cap. 46’                                                                |
| 5-9-2009                                                                | Sofia                                                                   | Bulgaria                                                                | 4 – 1                                                                   | Montenegro                                                              | Qual. Mondiali 2010                                                     | 1                                                                       | cap.                                                                    |
| 9-9-2009                                                                | Torino                                                                  | Italia                                                                  | 2 – 0                                                                   | Bulgaria                                                                | Qual. Mondiali 2010                                                     | -                                                                       | cap.                                                                    |
| 10-10-2009                                                              | Larnaca                                                                 | Cipro                                                                   | 4 – 1                                                                   | Bulgaria                                                                | Qual. Mondiali 2010                                                     | 1                                                                       | cap.                                                                    |
| 14-10-2009                                                              | Sofia                                                                   | Bulgaria                                                                | 6 – 2                                                                   | Georgia                                                                 | Qual. Mondiali 2010                                                     | 3                                                                       | cap.                                                                    |
| 18-11-2009                                                              | Paola                                                                   | Malta                                                                   | 1 – 4                                                                   | Bulgaria                                                                | Amichevole                                                              | 2                                                                       | cap. 87’                                                                |
| 3-3-2010                                                                | Varsavia                                                                | Polonia                                                                 | 2 – 0                                                                   | Bulgaria                                                                | Amichevole                                                              | -                                                                       | cap. 46’                                                                |
| Totale                                                                  |                                                                         | Presenze                                                                | 78                                                                      |                                                                         | Reti (1º posto)                                                         | 48                                                                      |                                                                         |

## Palmarès

### Competizioni nazionali
- Coppa di Lega inglese: 3

Tottenham: 2007-2008
Manchester Utd: 2008-2009, 2009-2010
- Campionato inglese: 2

Manchester Utd: 2008-2009, 2010-2011
- Community Shield: 2

Manchester Utd: 2010, 2011

### Competizioni internazionali
- Coppa del mondo per club: 1

Manchester Utd: 2008

### Individuale
- Capocannoniere della Premier League: 1

2010-2011 (21 gol)